# Commissione Europea dei Diritti dell'Uomo
La Commissione Europea dei Diritti dell'Uomo è stato un organo del Consiglio d'Europa.
Dal 1954 all'entrata in vigore del Protocollo 11 della CEDU, le singole persone non avevano diretto accesso alla Corte europea dei diritti dell'uomo, ma dovevano rivolgersi alla Commissione che, se avesse trovato il caso sottoposto ben fondato, lo avrebbe girato alla Corte per conto della singola persona. Il Protocollo 11 che è entrato in vigore nel 1998 ha abolito la Commissione, ampliato la Corte, e permette alle singole persone di avanzare petizioni direttamente alla Corte stessa.